# Lucas Osiander (l'Ancien)
Pour les articles homonymes, voir Osiander.
Lucas Osiander (l’Ancien) (16 décembre 1534 à Nuremberg - 17 septembre 1604 à Stuttgart) est un pasteur allemand de l’Église protestante luthérienne en Wurtemberg et un compositeur de musique d’église luthérienne. Fils du réformateur Andreas Osiander il est le père de Lucas Osiander le Jeune.

## Biographie
Encouragé à l’étude à partir de son plus jeune âge par ses parents, le jeune Osiander fréquente l’école à Nuremberg avant de poursuivre ses études à l’université de Königsberg en Prusse orientale. En 1555 il devient diacre à Göppingen, en 1558 il devient pasteur et surintendant à Blaubeuren, et en 1563 pasteur de la Leonhardskirche à Stuttgart.
En 1569, il est nommé aumônier de la cour royale du duché de Wurtemberg et devient membre du Consistoire de l’Église. La même année, il est crédité comme co-éditeur du Psautier de Sigmund Hemmel. Il participe à la préparation de la formule luthérienne de Concorde et, avec Jakob Heerbrand, publie la première traduction latine. En 1583, il passe son doctorat en théologie à l’université de Tübingen. Il devient abbé (surintendant) et prélat du couvent d’Adelberg en 1596. Démis de ce poste en 1598, il exerce un court moment comme prédicateur à Esslingen am Neckar, mais retourne à Adelberg après un an.
Tout aussi versé en théologie et en musique, Lucas Osiander commence le premier hymnaire du Wurtemberg de 1583 et met en musique le corps principal de des hymnes religieux pour en faire en 1586 un recueil de chants qui donne à la communauté laïque la possibilité de se joindre à la musique figurative (un type de chant polyphonique). Le texte de l’hymne luthérien, Gott Vater, Herr, wir danken dir (Evangelisches Gesangbuch, Édition régionale du Würtemberg, Nr. 557) provient probablement de lui.
Le commentaire biblique de Lucas Osiander est incorporé à la Bible dite d’Osiander qui reproduit sans changements la traduction de Martin Luther ; elle est publiée par la maison Stern à Lünebourg à partir de 1650.

## Sa famille
Lucas Osiander se marie deux fois. La première fois en 1555 à Nuremberg avec Margarethe Entringer (* 1524 ; † 16 janvier 1566), veuve de Kaspar Leyser (* 20 juillet 1526 ; † fin 1554 à Nürtingen), pasteur à Winnenden. Dès ce premier mariage, elle a eu un fils Polycarp Leyser.
Le couple eut quatre enfants (cinq selon d'autres sources). Sont connus :
Monica (* 1559 ; † 23 juillet 1611) mariée à Johannes Schuler, surintendant de Kirchheim unter Teck, 8 enfants.
Andreas Osiander le Jeune (* 1562 à Blaubeuren ; † 1617 à Tübingen)
Johann Osiander (* 1564 à Stuttgart ; † 1626)
Paul (* 1565)
Après la mort de sa première épouse Lucas Osiander épouse en mai 1566 Tabitha (* 21 décembre 1539 à Waldenbuch ; † 22 mars 1625 à Tübingen), fille du pasteur et surintendant spécial à Waldenbuch Vitus Engel et de son épouse Elisabeth (née Siglin). De cette seconde union il a sept enfants, tous nés à Stuttgart. On connait les enfants suivants :
Catharina (* 1568 ; † 1633 à Stuttgart ; mariée au pasteur Ludwig Braitmayer (Breitmaier) à Bittenfeld).
Tabitha (* 1569 ; † 1620 à Urach)
Lucas (* 1571 ; † 1638 à Tübingen)
Sara (* 1573)
Elisabetha (* 1576)
Joseph (* 1589 ; † 1635)
Maria (* 1597)